# Ficidae
Ficidae Meek, 1864 (1840) è una famiglia di molluschi gasteropodi della sottoclasse Caenogastropoda. È la sola famiglia della superfamiglia Ficoidea.

## Descrizione
Questa famiglia è caratterizzata da conchiglie di forma globulare allungata che ricorda il frutto del fico da cui deriva il nome. Le conchiglie hanno una guglia bassa composta da quattro spirali. La spirale del corpo è gonfia e moderatamente grande. La spirale del corpo si assottiglia anteriormente a formare un canale sifonico relativamente lungo e leggermente ricurvo.
Il piede è grande e un po' troncato nella parte anteriore. I lobi del mantello coprono parzialmente il guscio negli esemplari vivi e si ritraggono quando vengono toccati delicatamente. L'animale ha una testa piccola, con un sifone lungo e stretto. È presente una lunga proboscide. I tentacoli sono lunghi e appuntiti, con occhi alle loro basi esterne. Gli occhi appaiono semplici e sembrano un paio di lenti globulari. L'opercolo è assente.
La lunghezza della conchiglia varia fra i 40 e 80 mm. aqnche se non è raro incontrare specie più lunghe fino a 100-110 mm.
I sessi sono separati e la fecondazione è interna. Lo sviluppo delle larve è ancora poco studiato, ma sembra escluso lo sviluppo veliger. Il dimorfismo sessuale si verifica nella lunghezza del guscio dove le femmine sono spesso più grandi dei maschi.

## Distribuzione e habitat
I Ficidae sono diffusi nelle acque tropicali dell'Indo-Pacifico, dal mar Rosso sino all'Asia orientale e al Giappone.
L'habitat generale di queste specie sono i fondali sabbiosi o fangosi in ambienti temperati caldi e tropicali, dalla zona intertidale fino a profondità superiori ai 1000 m.

## Tassonomia
La storia della nomenclatura dei Ficidae è piuttosto complessa. Nella letteratura più vecchia (Rogers (1908) e Thiele (1935)), il sinonimo più antico disponibile per questa famiglia era Pyrulidae, successivamente venne usato Ficulidae. Tuttavia, il nome valido utilizzato attualmente è Ficidae Meek, 1864 (1840), come suggerito da Verhaeghe & Poppe (2000) citando l'articolo 40.2 del Codice internazionale di nomenclatura zoologica (ICZN) come riferimento.
La famiglia comprende quattro generi di cui tre estinti:
- Genere Ficus Röding, 1798
- Genere † Perissolax Gabb, 1861
- Genere † Priscoficus Conrad, 1866
- Genere † Urosyca Gabb, 1869